# 朱宪彝旧居
朱宪彝旧居是著名中国医学家、内分泌学家，纽约州立大学医学博士，世界钙磷代谢之父，第一任天津医科大学校长朱宪彝在天津的故居，始建于1934年，1950年2月朱宪彝购自于北四行。坐落于原天津英租界的伦敦道（London Road）（今和平区成都道94-104号），为一般保护等级历史风貌建筑。

## 建筑
朱宪彝旧居建于1934年，由中国工程司建筑设计师闫子亨设计，是一所的砖木结构三层英式连排里弄式楼房，为永定里的一部分。建筑面积为254平方米，占地面积为114平方米。该建筑偏东南朝向，外立面为机砖，屋顶为水泥材质，室内铺有木质地板并设有三槽窗户和暖气卫生设备，建筑前后设有小院。整个建筑设有16间房屋，布局紧凑合理。